# Thermoniphas distincta
Thermoniphas distincta är en fjärilsart som beskrevs av Talbot 1935. Thermoniphas distincta ingår i släktet Thermoniphas och familjen juvelvingar. IUCN kategoriserar arten globalt som livskraftig. Inga underarter finns listade i Catalogue of Life.